# Fagnon
Fagnon és un municipi francès situat al departament de les Ardenes i a la regió del Gran Est. L'any 2007 tenia 358 habitants.

## Demografia

### Població
El 2007 la població de fet de Fagnon era de 358 persones. Hi havia 136 famílies de les quals 24 eren unipersonals (12 homes vivint sols i 12 dones vivint soles), 48 parelles sense fills, 60 parelles amb fills i 4 famílies monoparentals amb fills.
La població ha evolucionat segons el següent gràfic:
Habitants censats

### Habitatges
El 2007 hi havia 149 habitatges, 136 eren l'habitatge principal de la família, 6 eren segones residències i 7 estaven desocupats. 145 eren cases i 3 eren apartaments. Dels 136 habitatges principals, 119 estaven ocupats pels seus propietaris, 14 estaven llogats i ocupats pels llogaters i 3 estaven cedits a títol gratuït; 1 tenia una cambra, 1 en tenia dues, 6 en tenien tres, 31 en tenien quatre i 98 en tenien cinc o més. 113 habitatges disposaven pel capbaix d'una plaça de pàrquing. A 47 habitatges hi havia un automòbil i a 84 n'hi havia dos o més.

### Piràmide de població
La piràmide de població per edats i sexe el 2009 era:
| Homes | Edats   | Dones |
| ----- | ------- | ----- |
| 4     | 95 o +  | 0     |
| 0     | 90 a 94 | 0     |
| 0     | 85 a 89 | 0     |
| 0     | 80 a 84 | 4     |
| 4     | 75 a 79 | 8     |
| 4     | 70 a 74 | 0     |
| 0     | 65 a 69 | 4     |
| 8     | 60 a 64 | 12    |
| 16    | 55 a 59 | 16    |
| 20    | 50 a 54 | 12    |
| 20    | 45 a 49 | 20    |
| 16    | 40 a 44 | 8     |
| 8     | 35 a 39 | 12    |
| 12    | 30 a 34 | 4     |
| 16    | 25 a 29 | 12    |
| 16    | 20 a 24 | 4     |
| 24    | 15 a 19 | 8     |
| 16    | 10 a 14 | 8     |
| 4     | 5 a 9   | 8     |
| 4     | 0 a 4   | 4     |

## Economia
El 2007 la població en edat de treballar era de 244 persones, 174 eren actives i 70 eren inactives. De les 174 persones actives 167 estaven ocupades (82 homes i 85 dones) i 7 estaven aturades (5 homes i 2 dones). De les 70 persones inactives 26 estaven jubilades, 22 estaven estudiant i 22 estaven classificades com a «altres inactius».

### Ingressos
El 2009 a Fagnon hi havia 138 unitats fiscals que integraven 358 persones, la mediana anual d'ingressos fiscals per persona era de 20.611 €.

### Activitats econòmiques
Dels 9 establiments que hi havia el 2007, 1 era d'una empresa de construcció, 2 d'empreses de comerç i reparació d'automòbils, 2 d'empreses d'hostatgeria i restauració, 1 d'una empresa financera, 1 d'una empresa immobiliària, 1 d'una empresa de serveis i 1 d'una entitat de l'administració pública.
L'únic servei als particulars que hi havia el 2009 era un restaurant.
L'únic establiment comercial que hi havia el 2009 era una botiga de material esportiu.
L'any 2000 a Fagnon hi havia 9 explotacions agrícoles.

## Equipaments sanitaris i escolars
El 2009 hi havia una escola elemental integrada dins d'un grup escolar amb les comunes properes formant una escola dispersa.

## Poblacions més properes
El següent diagrama mostra les poblacions més properes.